# Belá (affluent du Hornád)
Pour les articles homonymes, voir Belá.
La Belá est un cours d'eau de Slovaquie et un affluent droit du Hornád, donc un sous-affluent du Danube par le Sajó et la Tisza.

## Géographie
S'écoulant sur 9,5 km de longueur dans le district de Košice-okolie, il prend sa source dans les monts de Volovec. Il est célèbre pour la randonnée vertigineuse qui le suit.